# Nahid Kiani
Nahid Kiani Chandeh (in persiano ناهید کیانی‎; Esfahan, 1º agosto 1998) è una taekwondoka iraniana. Ha vinto una medaglia d'argento alle olimpiadi di Parigi 2024 nella categoria 57 kg ed è campionessa mondiale del 2023 nella categoria 53 kg. Kiani è la prima donna ad aver vinto una medaglia d'argento per l'Iran alle Olimpiadi.

## Attivismo
Nel gennaio 2023, Kiani postò una storia Instagram in cui si mostrava senza velo islamico, con lo slogan Jin, jiyan, azadi ("donna, vita, libertà"), frase spesso scandita durante le proteste per la morte di Mahsa Amini.

## Palmarès
- Giochi olimpici: 1[1][2]
 Argento a Parigi 2024 (categoria 57 kg)
- Campionati mondiali di taekwondo: 1[1]
 Oro a Baku 2023 (categoria 53 kg)
- Grand Prix: 2[1]
 Argento a Roma 2023 (categoria 57 kg)
 Argento a Taiyuan 2023 (categoria 57 kg)
- Giochi asiatici: 1[1]
 Bronzo a Giacarta 2018 (categoria 49 kg)
- Campionati asiatici di taekwondo: 4[1]
 Bronzo a Manila 2016 (categoria 46 kg)
 Argento a Ho Chi Minh 2018 (categoria 49 kg)
 Bronzo a Beirut 2021 (categoria 57 kg)
 Oro a Chuncheon 2022 (categoria 53 kg)
- Campionati mondiali juniores di taekwondo: 1[1]
 Bronzo a Taipei 2014 (categoria 46 kg)
- Giochi della solidarietà islamica: 2[1]
 Oro a Baku 2017 (categoria 53 kg)
 Oro a Konya 2021 (categoria 53 kg)
- Giochi mondiali universitari: 2[1]
 Bronzo a Taipei 2017 (categoria 53 kg)
 Oro a Chengdu 2021 (categoria 53 kg)